# Pedro (football, 1997)
Pour les articles homonymes, voir Pedro.
Pedro Guilherme Abreu dos Santos dit Pedro est un footballeur international brésilien né le 20 juin 1997 à Rio de Janeiro. Il joue au poste d'attaquant au CR Flamengo.

## Biographie

### Jeunesse et formation
Né à Rio de Janeiro en 1997, Pedro Guilherme se prend très jeune d'amour pour le football. À seulement dix ans, il entre pour la première fois dans une académie : celle du CR Flamengo, un des plus grands clubs du Brésil. En 2011, le jeune garçon est poussé vers la sortie en raison de sa taille, jugée trop faible. Adolescent, Pedro Guilherme oscille entre le football sur grand terrain et le futsal, où il peaufine sa technique. Après des expériences au Duquecaxiense et à Artsul pendant deux ans, l'ancien de Flamengo arrive chez l'éternel rival, Fluminense, en 2013. C'est au "Flu" qu'il termine sa formation pendant trois ans.

### Carrière en club

#### Fluminense FC (depuis 2016)
Le 1er janvier 2017, il signe son premier contrat professionnel, avec l'équipe du Fluminense FC.
Il atteint avec cette équipe les quarts de finale de la Copa Sudamericana en 2017.

#### ACF Fiorentina
L'ACF Fiorentina a annoncé le 2 octobre 2019, sur son site officiel, la signature de l’attaquant Pedro, ex-Fluminense. La Fiorentina a payé un total de 11 millions d’euros pour l’attaquant. Sur ce montant, 8 millions d’euros (R$ 36,5 millions) sont restés avec Fluminense, qui suivait toujours avec 20% des droits économiques du joueur. Pedro a fait ses débuts officiels pour la Fiorentina le 3 novembre 2019. Encore loin d’être idéal, bien sûr, car il n’a joué que les dernières minutes lors du match nul 1-1 de Viola avec Parme à domicile pour la 11e journée du championnat italien.
Pedro n’a passé que 135 jours dans le maillot de la Fiorentina et n’a ajouté que 59 minutes sur le terrain. 

#### Flamengo
Flamengo a officiellement annoncé le 23 janvier 2020 la signature de l’attaquant Pedro, qui a signé un contrat de prêt d’un an avec le club. Flamengo paiera environ 1 million d’euros (R$ 4,6 millions) pour le prêt jusqu’à la fin de la saison. Le montant sera réduit si le club choisit d’acheter les droits économiques à la fin de cette
période.Pedro aurait pu s’attendre à un bon début avec la chemise de Flamengo, mais à peine imaginé qu’il serait si bon. Après avoir commencé sur le banc, il est entré et a vu le rouge-noir souffrir d’un but. Mais c’était un élément clé avec un essai et une passe décisive pour décréter une victoire de 3-1 sur Resende au cinquième tour de la Coupe Guanabara.
Lors de sa première saison, il a été le meilleur buteur de l’année de l’équipe, avec 20 buts en 39 matchs, une performance qui lui a valu une nouvelle convocation à l’équipe nationale brésilienne.
Le 9 décembre, Rubro-Negro a annoncé qu’elle avait acheté définitivement l'avant-centre de la Fiorentina et qu’il avait signé un contrat valable jusqu’en 2025. La Fiorentina a déjà été informée par les Rouge-Noirs que les 14 millions d’euros restants (plus de R$ 87 millions) pour l’acquisition des droits seront payés en six versements pendant environ trois ans. Chaque versement vaut environ 2,3 millions d’euros (environ R$ 15 millions).
Pedro n’a pas été libéré par Flamengo pour participer aux Jeux olympiques de Tokyo et a perdu de l’espace avec Renato Portaluppi.Toujours en 2021, Pedro a subi une intervention chirurgicale. Après les examens, où une blessure au ménisque a été trouvée dans le genou droit de l’athlète.
Avec 12 buts en 13 matchs, Pedro a joué un rôle déterminant dans la victoire de la Copa Libertadores 2022 pour Flamengo à Guayaquil, en Équateur, contre Athletico Paranaense. Et pour cette raison, l’attaquant a été élu la star de la compétition.

### En équipe nationale
Pedro honore sa première sélection le 14 novembre 2020 contre le Venezuela pour les qualifications de la coupe du monde 2022. 
Il participe au tournoi Maurice Revello avec l'équipe du Brésil espoirs, où ils remportent le tournoi face au Japon en finale. 
Le 7 novembre 2022, il est sélectionné par Tite pour participer à la Coupe du monde 2022 faisant d'elle sa première compétition internationale.

## Statistiques

### En sélection nationale
| Saison                | Sélection             | Phases finales        | Phases finales | Phases finales | Phases finales | Éliminatoires CDM | Éliminatoires CDM | Éliminatoires CDM | Matchs amicaux | Matchs amicaux | Matchs amicaux | Total | Total | Total |
| Saison                | Sélection             | Compétition           | M              | B              | Pd             | M                 | B                 | Pd                | M              | B              | Pd             | M     | B     | Pd    |
| --------------------- | --------------------- | --------------------- | -------------- | -------------- | -------------- | ----------------- | ----------------- | ----------------- | -------------- | -------------- | -------------- | ----- | ----- | ----- |
| 2020-2021             | Brésil                | Copa América 2021     | -              | -              | -              | 1                 | 0                 | 0                 | -              | -              | -              | 1     | 0     | 0     |
| 2022-2023             | Brésil                | Coupe du monde 2022   | 2              | 0              | 0              | -                 | -                 | -                 | 3              | 1              | 0              | 5     | 1     | 0     |
| Total sur la carrière | Total sur la carrière | Total sur la carrière | 2              | 0              | 0              | 1                 | 0                 | 0                 | 3              | 1              | 0              | 6     | 1     | 0     |

## Palmarès
- CR Flamengo
  - Champion du Brésil : 2020
  - Campeonato Carioca : 2020
  - Recopa Sudamericana : 2020
  - Supercoupe du Brésil : 2020
  - Copa Libertadores : 2022